# Scolelepis perrieri
Scolelepis perrieri är en ringmaskart som först beskrevs av Fauvel 1902.  Scolelepis perrieri ingår i släktet Scolelepis och familjen Spionidae. Inga underarter finns listade i Catalogue of Life.